# Синій світ
«Синій світ»  — фантастичний роман Джека Венса, виданий в 1966 році. Сюжет заснований на вийшовшому 2 роками повісті «The Kragen». Роман вважається одним з кращих літературних творів Венса, проте Станіслав Лем відзначав, що автор допускає безглузді сюжетні ходи і «пригощає нас величезною кількістю невігластва». «Блакитний світ» номінувався на премію «Неб'юла»

## Сюжет
Космічний корабель землян терпить крах і його команда виявляється на повністю покритій водою планеті. Земляни на листках величезних зелених рослин, які плавають в безмежному просторі води, побудували власну цивілізацію і суспільство. Однак не тільки людина править на цій планеті: під водою живе «Король Кракена» — величезний розумний спрут. Долаючи різного роду перешкоди (в тому числі неможливість використовувати метал для створення зброї, бо ніяких рудних порід на планеті немає) групі революціонерів вдається знищити Кракена.